# Доклин (Караш-Северин)
Доклин (рум. Doclin) насеље је у Румунији у округу Караш-Северин у општини Доклин. Oпштина се налази на надморској висини од 244 m.

## Прошлост
По "Румунској енциклопедији" место се први пут помиње 1564. године. Поново се јавља 1690-1700. године као "Доклин". Још 1733. године подигнута је брегу православна црква брвнара. Део становника је власт 1746. године преселила у место Селеуш, у српском делу Баната. А 1802. године изграђена је школска зграда.
Аустријски царски ревизор Ерлер је 1774. године констатовао да се место налази у Карашевском округу, Вршачког дистрикта. Становништво је било претежно влашко.

## Становништво
Према подацима из 2002. године у насељу је живело 2047 становника.

### Попис2002.
| Расподела становништва по националности 2002.‍ | Расподела становништва по националности 2002.‍ | Расподела становништва по националности 2002.‍ | Расподела становништва по националности 2002.‍ | Расподела становништва по националности 2002.‍ |
| --------------------------------------------- | --------------------------------------------- | --------------------------------------------- | --------------------------------------------- | --------------------------------------------- |
|                                               |                                               |                                               |                                               |                                               |
| Румуни                                        | Румуни                                        |                                               | 1.755                                         | 85,9%                                         |
| Мађари                                        | Мађари                                        |                                               | 21                                            | 1,0%                                          |
| Роми                                          | Роми                                          |                                               | 80                                            | 3,9%                                          |
| Украјинци                                     | Украјинци                                     |                                               | 8                                             | 0,4%                                          |
| Немци                                         | Немци                                         |                                               | 120                                           | 5,9%                                          |
| Хрвати                                        | Хрвати                                        |                                               | 60                                            | 2,9%                                          |

### Хронологија
| Година       | 1992 | 1993 | 1994 | 1995 | 1996 | 1997 | 1998 | 1999 | 2000 | 2001 | 2002 | 2003 | 2004 | 2005 | 2006 | 2007 | 2008 | 2009 | 2010 | 2011 | 2012 | 2013 | 2014 | 2015 | 2016 | 2017 |
| ------------ | ---- | ---- | ---- | ---- | ---- | ---- | ---- | ---- | ---- | ---- | ---- | ---- | ---- | ---- | ---- | ---- | ---- | ---- | ---- | ---- | ---- | ---- | ---- | ---- | ---- | ---- |
| Становништво | 2093 | 2066 | 2030 | 1993 | 1980 | 1937 | 1929 | 1894 | 1879 | 1911 | 1966 | 2003 | 2018 | 2034 | 2036 | 2024 | 2035 | 2045 | 2008 | 1994 | 1987 | 1981 | 1955 | 1944 | 1929 | 1920 |